# Беларанський сільський округ
Белара́нський сільський округ (каз. Беларан ауылдық округі, рос. Беларанский сельский округ) — адміністративна одиниця у складі Аральського району Кизилординської області Казахстану. Адміністративний центр та єдиний населений пункт — село Куланди.
Населення — 348 осіб (2021; 374 у 2009, 351 у 1999, 293 у 1989).
Станом на 1989 рік існувала Радянська сільська рада (села Акбасти, Акеспе, Косаман, Куланди, Куландінський Конезавод). Пізніше село Куланди утворило окремий Беларанський сільський округ.